# Barbosella
Lan tiên hạc (danh pháp: Barbosella) là một chi trong họ Lan (Orchidaceae). Chi này gồm khoảng 20 loài, phân bố rộng khắp từ Trung Mỹ đến Brasil. Nó được đặt theo tên người phát hiện ra hoa lan Bazil là João Barbosa Rodrigues.

## Danh sách các loài
1. Barbosella australis (Cogn.) Schltr. - Lan tiên hạc Nam
2. Barbosella circinata Luer - Lan tiên hạc cong
3. Barbosella cogniauxiana (Speg. & Kraenzl.) Schltr. - Lan tiên hạc
4. Barbosella crassifolia (Edwall) Schltr. - Lan tiên hạc lá dày
5. Barbosella cucullata (Lindley) Schltr. - Lan tiên hạc đỏ
6. Barbosella dolichorhiza Schltr. - Lan tiên hạc xanh
7. Barbosella dusenii (Samp.) Schltr. - Lan tiên hạc Dusen
8. Barbosella gardneri (Lindl.) Schltr. - Lan tiên hạc trắng
9. Barbosella geminata Luer - Lan tiên hạc thon
10. Barbosella macaheensis (Cogn.) Luer - Lan tiên hạc Alto
11. Barbosella orbicularis Luer - Lan tiên hạc tròn
12. Barbosella portillae Luer - Lan tiên hạc Portilla
13. Barbosella prorepens (Rchb.f.) Schltr. - Lan tiên hạc leo
14. Barbosella ricii Luer & R.Vásquez - Lan tiên hạc Rici
15. Barbosella schista Luer & R.Escobar - Lan tiên hạc tách
16. Barbosella spiritu-sanctensis (Pabst) F.Barros & Toscano - Lan tiên hạc Santo
17. Barbosella trilobata Pabst - Lan tiên hạc vằn
18. Barbosella vasquezii Luer - Lan tiên hạc Vasquez